# Alfred Terry
Pour les articles homonymes, voir Terry.
Alfred Howe Terry (10 novembre 1827 - 16 décembre 1890) est avocat, puis parvient au grade de général de l'Armée de l'Union pendant la guerre de Sécession.
Il reçoit (ainsi que ses officiers et ses soldats) les Remerciements du Congrès le 24 janvier 1865, 9 jours après la prise de Fort Fisher (Caroline du Sud).
Pendant la reconstruction après la guerre de Sécession, Terry est nommé, fin 1869, gouverneur militaire à Atlanta, et fait face efficacement à une situation critique en Géorgie.
Il commande le Territoire du Dakota  de 1866 à 1869, et de 1872 à 1886. Il sera de ceux qui, après avoir vainement essayé de conseiller George A. Custer, trouveront son cadavre et ceux de ses hommes sur le champ de bataille de Little Bighorn.
Bien que n'étant pas issu de West Point, Terry, qui n'était pas carriériste et qui devint un excellent soldat, sut se démarquer des généraux politiques et dut à ses qualités d'être aimé par ses troupes et accepté par ses collègues officiers de métier.

## Débuts
Terry naît à Hartford (Connecticut) , et passe son enfance à New Haven (Connecticut).
Sorti de la Hopkins School de New Haven en 1838, il étudie le droit à la Yale Law School. Reçu avocat en 1848, Terry obtient un poste de juriste à la Superior Court du comté de New Haven.

## Pendant laguerre de Sécession

### Au début de la guerre
En septembre 1861, Terry lève un régiment de volontaires, le 7th Regiment Connecticut Volunteer Infantry, régiment d'élite dont les hommes ont signé un engagement pour 3 ans, et il en est nommé colonel. Joseph Roswell Hawley, qui l'a aidé à former le régiment, est nommé lieutenant-colonel. Terry et ses hommes connaissent l'épreuve du feu lors de la première bataille de Bull Run et participent à la bataille de Port Royal. .

### EnCaroline du Sud
En avril 1862, Terry assiste à la bataille de Fort Pulaski et est nommé brigadier general, et muté avec son régiment sur Morris Island, en baie de Charleston. Terry commande le Xe corps, dans le cadre des opérations contre le grand port sudiste de Charleston.
Ses troupes combattent à Grimball's Landing, assiègent et emportent Fort Wagner (septembre 1863), puis rejoignent  l'army of the James de Benjamin Franklin Butler.

### En Virginie
Les troupes que Terry commandait sur Morris Island sont rebaptisées première division, Xe corps, et combattent lors de la bataille de Proctor's Creek et pendant la campagne de Bermuda Hundred.
Après le début du siège de Petersburg, Terry participe aux batailles qui se déroulent au nord de la James River, et en particulier à la bataille de New Market Heights.
Quand David B. Birney, commandant du Xe corps, meurt du paludisme en octobre 1864, Terry le remplace, mais le Xe corps est bientôt dissous : Terry, bien qu'ayant des états de service plus qu'honorables, n'est pas dévoré d'ambition comme la plupart des political generals de l'Armée de l'Union.

### Fort Fisher

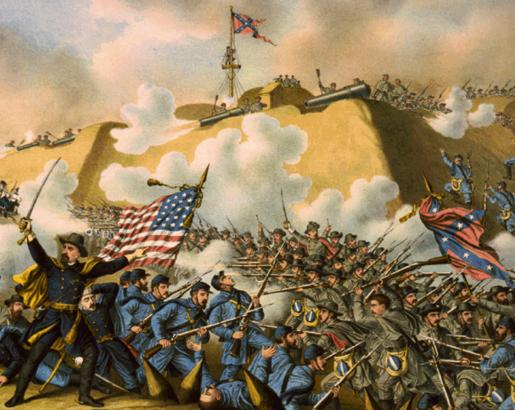
Gravure naïve éditée par Kurz and Allison représentant Alfred Terry et ses hommes à l'assaut de Fort Fisher.

B. F. Butler, sentant le besoin de redorer sa réputation après les combats autour de Petersburg, a lancé fin décembre 1864 une expédition contre Fort Fisher, qui défend Wilmington, le dernier port tenu par la Confédération.  C'est un échec. Grant, qui se méfie des political generals mais a confiance en Terry, le charge du 2d débarquement contre Fort Fisher.
Après avoir coordonné son action avec l'US Navy commandée par l'amiral David Dixon Porter, Terry envoie une division d'United States Colored Troops contre les forces de Braxton Bragg au nord de Fort Fisher, et une autre division sous Adelbert Ames contre les fortifications. Le combat est terrible, un long corps à corps se déroule dans la nuit tombée.
Après la chute de Fort Fisher, Terry reçoit (avec ses officers et ses hommes) les Thanks of Congress, et est promu : il devient major general des Volontaires, et brigadier general de l'US Army.
En février, des renforts arrivent, et c'est John M. Schofield qui vient prendre en charge la conquête de Wilmington.
Après la chute de Wilmington, le corps expéditionnaire qui a conquis Fort Fisher est rebaptisé Xe corps, et, à nouveau sous le commandement de Terry, il participe à la campagne des Carolines.

## Après la guerre

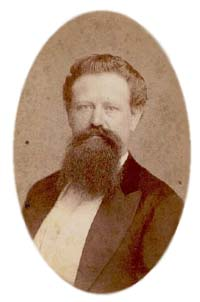
Alfred Terry en civil.

Terry choisit de rester dans l'armée.

### Gouverneur militaire duThird Military DistrictàAtlanta
Pendant la reconstruction après la guerre de Sécession, Terry est nommé, fin 1869, gouverneur militaire du Third Military District qui comprend la Géorgie, la Floride et l'Alabama : une crise socio-politique y a éclaté.
Basé à Atlanta, Terry, qui succède à ce poste à John Pope et à George G. Meade, se signale par sa ferme opposition au menées du Ku Klux Klan.
Comme les députés d'origine afro-américaine ont été chassés de l'Assemblée législative de Géorgie, Terry en expulse 29 democrats et réinstalle les Noirs dans l'Assemblée. En février 1870, l'Assemblée de Géorgie accepte de ratifier le XVe amendement de la Constitution des États-Unis (qui donne le droit de vote aux anciens esclaves) et en juillet la Géorgie revient dans le sein de l'Union.

### Au Far-West
Terry a aidé à la conclusion du traité de Fort Laramie de 1868, qui mit un terme à la guerre de Red Cloud.
Terry retourne dans le Far-West et pendant la guerre des Black Hills, il commande la colonne qui part de l'est à travers le territoire du Montana, et cherche à converger avec la colonne de George Crook (venant du sud) et celle de John Gibbon venue de l'ouest. Terry découvre sur le champ de bataille de Little Bighorn les 268 cadavres de Custer et de cavaliers de son régiment.
En octobre 1877, Terry entre au Canada et négocie avec Sitting Bull.
Au Montana, pendant la guerre des Nez-Percés, Terry envoie des renforts aux troupes US, qui finissent par capturer Chef Joseph et ses guerriers.

## Fin de carrière
En 1878, Terry, avec John McAllister Schofield, fait partie de la seconde cour martiale qui juge à nouveau l'ex-général Fitz John Porter. La cour conclut que les accusations de lâcheté et de refus d'obéissance portés par John Pope contre Porter après la seconde bataille de Bull Run sont sans fondement.
En 1886, Terry est nommé major general de l'US Army, et placé à la tête de la Division militaire du Missouri, dont le QG est à Chicago (Illinois).  Il occupe ce poste (où il succède à Schofield, et précède George Crook), de 1886 à 1888.
Terry meurt en 1890. Il est enterré au Grove Street Cemetery de  New Haven (Connecticut).

## Fort Terry

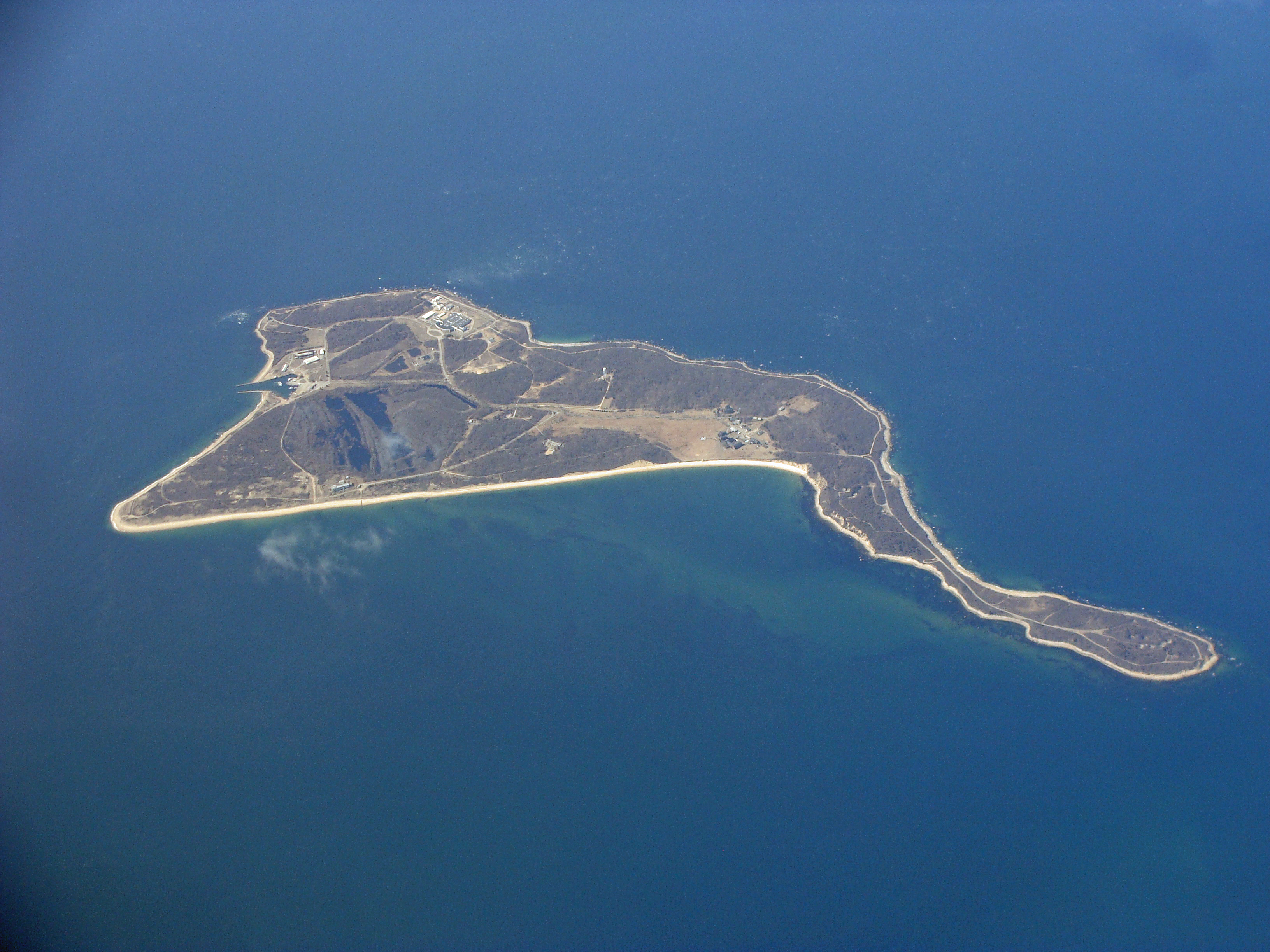
Les contours de Fort Terry sont visibles sur Plum Island, petite île du Long Island Sound au large de New York.

Fort Terry a été un puissant fort côtier bâti sur Plum Island ; il commandait l'accès à New York par le Long Island Sound.
Armé en 1897 en prévision de la guerre hispano-américaine, il a servi de base pour sous-marins pendant la Seconde Guerre mondiale, puis de laboratoire pour la recherche des armes biologiques dans les années 1950.

## Dans les médias
Terry apparaît en 1967 dans une série TV : "Custer"  - et dans un film TV "Son of the Morning Star" (1991).

## Sources
- (en) Cet article est partiellement ou en totalité issu de l’article de Wikipédia en anglais intitulé « Alfred Terry » (voir la liste des auteurs).

- (en) Cet article est partiellement ou en totalité issu de l’article de Wikipédia en anglais intitulé « Fort Terry » (voir la liste des auteurs).